# Francesco Tadolini
Pour les articles homonymes, voir Tadolini.
Francesco Tadolini, né le 15 septembre 1723 à Bologne et mort le 31 août 1805 dans la même ville, est un architecte néo-classique italien.

## Biographie
Francesco Tadolini naît en 1723 dans la paroisse de San Biagio de Bologne, d'Antonio Maria Tadolini et de Anna Maria Teresa Barbieri. Il est baptisé à la cathédrale San Pietro. Son père né vers 1687 travaillait dans la construction et avait épousé une femme de treize ans plus jeune que lui. La famille vivait dans un milieu très modeste, et la maison où elle habite de 1722 à 1726 est louée de la famille Vecchi. Francesco avait deux sœurs, Cecilia née en 1720 et Teresa née en 1721, et deux frères, Domenico Maria né en 1725 et qui deviendra un musicien et Petronio né en 1727 et qui deviendra quant à lui sculpteur. Un neveu du père du nom de Francesco, né vers 1708, vivait aussi avec eux et travaillait avec Antonio Maria. Puisque son nom n'apparaît dans aucun registre baptismal local, il est théorisé que le père Antonio Maria soit né ailleurs. Le nom de famille Tadolini est cependant typiquement bolonais, ayant été enregistré dès le XVIe siècle. Il semble originaire du village de Tedo, aujourd'hui Altedo (it).

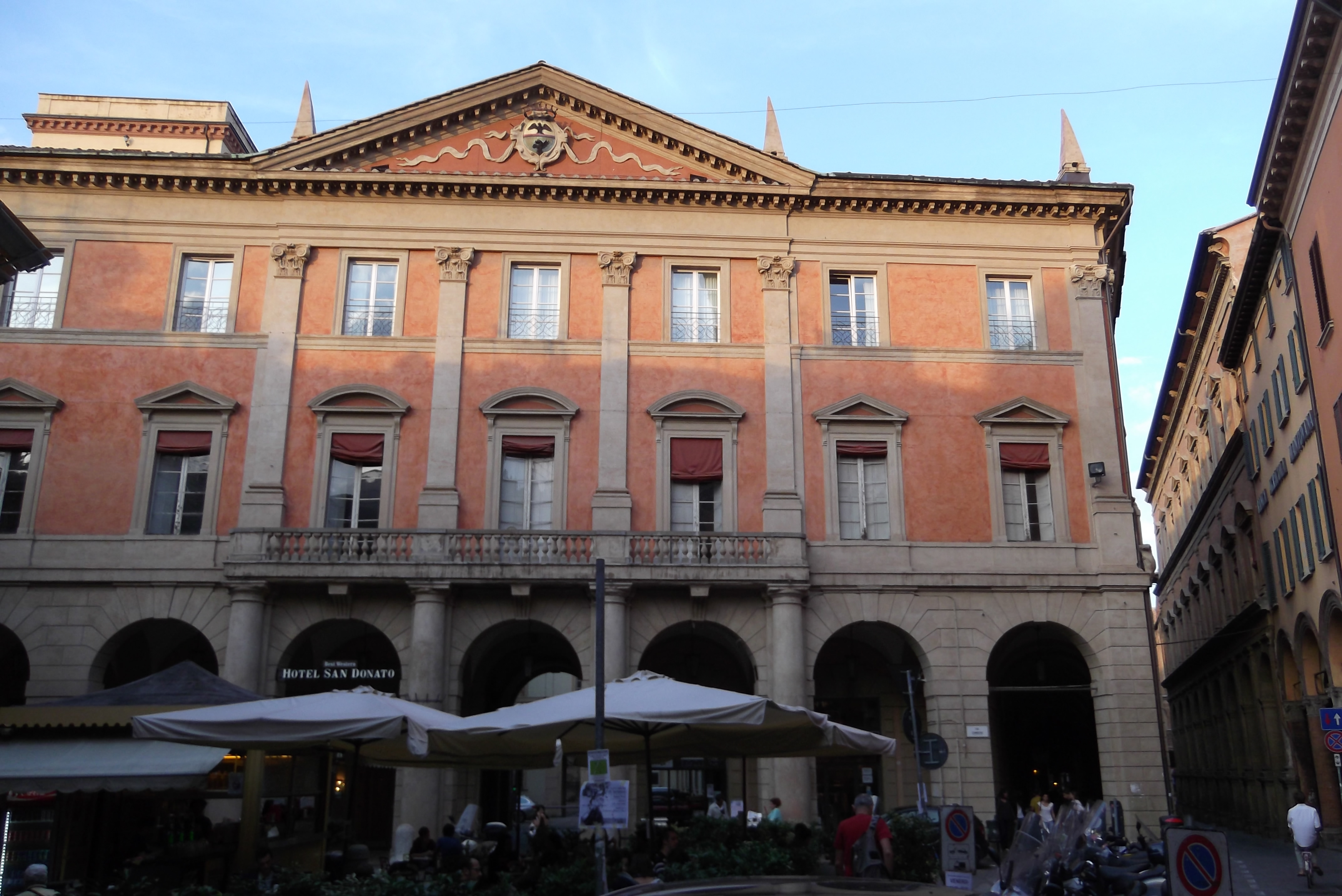
Palazzo Manzoli-Malvasia

Le jeune Francesco apprend le métier de maçon de son père, mais peut aussi accéder aux hautes études dû à un mentorat qu'il a avec les architectes Domenico Civoli (1705-1778) et Carlo Francesco Dotti,. Il devient par la suite élève à l'Accademia Clementina où il gagne de nombreux prix en dessin. Au début de sa carrière, il rencontre Carlo Cesare Malvasia, amateur d'architecture, et proche de l'écrivain Francesco Algarotti. Cette relation lui permettra de recevoir de nombreuses commissions et d'être reconnu dans le milieu architectural bolonais. Il conçoit notamment pour Malvasia un palais qui sera construit en 1760. Il entreprend subséquemment la rénovation de nombreux bâtiments urbains dans les années qui suivent, comme l'église San Giovanni Battista dei Celestini (en), le Palazzo Stella-Castelli, le palais Malvezzi-Locatelli ou le Palazzo Gnudi.
Tadolini travaille non seulement dans les alentours de Bologne, mais se rend aussi à Faenza, où il conçoit la nouvelle église San Domenico de Faenza (it), et à Ferrare, où il aurait participé à la reconstruction du Palazzo Bevilacqua-Costabili, pour lequel il aurait apporté du matériel de construction. Il effectue aussi des tâches administratives outre l'architecture, comme le démontre sa vérification de la structure de la tour Asinelli et sa suppression de plusieurs couvents, qui sont préservés dans les archives des Malvasia. Il retourne aussi à l'académie en 1759 pour devenir professeur et en est le prince en 1782,. Lors de la réforme de l'Académie en 1804, qui devient l'Académie des beaux-arts de Bologne, Tadolini garde son titre d'Académicien d'honneur.
L'architecte épouse Maddalena de Maria, avec qui il a sept enfants : Tommaso né en 1763, Antonio Gioseffo né en 1768 et devenu plus tard un prêtre, Antonio Maria né en 1771, Gertrude Maria, Cattarina, Anna et Maria Catterina, qui marie Vincenzo Baruzzi en 1788. Le fils de Maria Cattarina et de Vincenzo est le sculpteur Cincinnato Baruzzi (en). En 1789, Tadolini emménage dans une maison qu'il a construite piazza Aldrovandi et y meurt en 1805. Il avait comme élève Angelo Venturoli.

## Œuvres

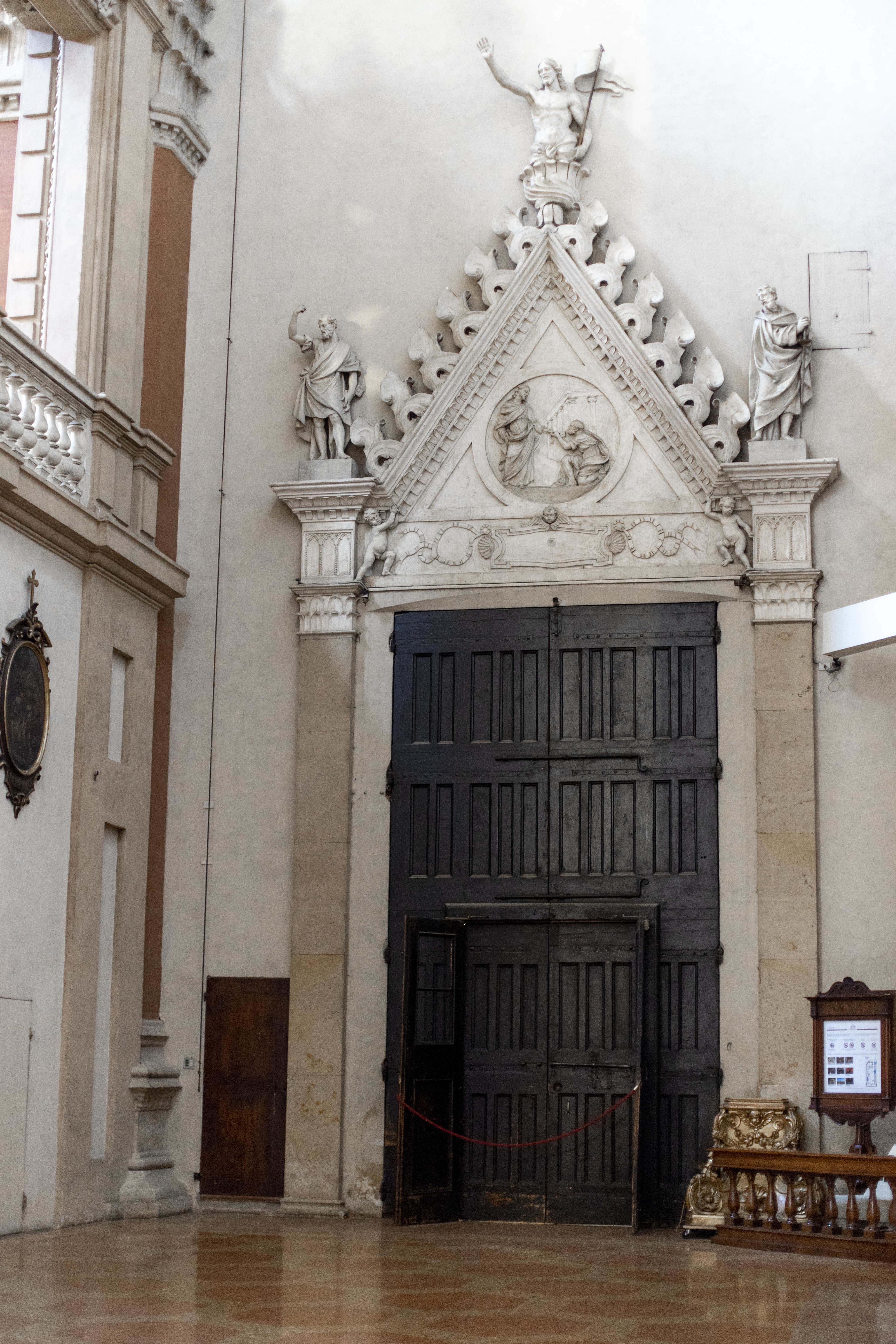
Portail au fond de l'allée droite de la basilique San Petronio de Bologne, conçu par Francesco et Petronio Tadolini.

Ses conceptions architecturales sont pour beaucoup de grande valeur et sont un témoignage important du retour du classicisme à Bologne durant la seconde moitié du XVIIIe siècle. Son style du neo-cinquecento, est au début très critiqué, notamment le Palazzo Malvasia, mais s'est établi avec le temps en tant qu'un élément de noblesse innovatif et qui rappelait le passé. Ce style s'est par la suite imposé à Bologne et était notamment prôné par Angelo Venturoli.